# Saaletal v. Joditz bis Blankenstein u. NSG Tannbach b. Mödlareuth
Saaletal v. Joditz bis Blankenstein u. NSG Tannbach b. Mödlareuth este o arie protejată (arie specială de conservare — SAC, sit de importanță comunitară — SCI) din Germania întinsă pe o suprafață de 322,89 ha, integral pe uscat.

## Localizare
Centrul sitului Saaletal v. Joditz bis Blankenstein u. NSG Tannbach b. Mödlareuth este situat la coordonatele 50°24′36″N 11°48′13″E / 50.41°N 11.8036°E.

## Înființare
Situl Saaletal v. Joditz bis Blankenstein u. NSG Tannbach b. Mödlareuth a fost declarat sit de importanță comunitară în noiembrie 2004 pentru a proteja un număr necunoscut de specii din flora spontană și fauna sălbatică aflate în arealul zonei. Situl a fost protejat și ca arie specială de conservare în aprilie 2016.

## Biodiversitate
Situată în ecoregiunea continentală, aria protejată conține 6 habitate naturale: Cursuri de apă de la nivel de câmpie la nivel montan, cu vegetație Ranunculion fluitantis și Callitricho-Batrachion, Liziere de ierburi înalte hidrofile de câmpie și de nivel montan până la alpin, Fânețe de joasă altitudine (Alopecurus pratensis, Sanguisorba officinalis), Fânețe montane, Pante stâncoase silicioase cu vegetație casmofită, Păduri pe pante, grohotișuri și ravene de Tilio-Acerion.
La baza desemnării sitului se află un număr nedeclarat de specii protejate.